# Limnophyes alpicola
Limnophyes alpicola är en tvåvingeart som beskrevs av Maurice Emile Marie Goetghebuer 1941. Limnophyes alpicola ingår i släktet Limnophyes och familjen fjädermyggor.
Artens utbredningsområde är Österrike. Inga underarter finns listade i Catalogue of Life.